# اپن‌سوزه
oʊpənˈsu:zə/) openSUSE) که درگذشته با نام SUSE Linux و SUSE لینوکس حرفه‌ای شناخته می‌شد، درواقع یک نوع سرویس توزیع لینوکسی تحت حمایت شرکت  SUSE Linux GmbH و شرکت‌هایی از این قبیل هست. تغییر (جهش) این سیستم از نوعی پایگاه رمز مشترک بهره می‌برد و در خصوص سیستم‌عامل  SUSE Linux Enterprise که برای اهداف تجاری طراحی‌شده‌است، یک برنامه دارای قابلیت تغییر ارتقا محسوب می‌شود. ازاین‌رو تغییر مذکور باعث شده‌است تا برنامه openSUSE یک نسخه غیرتجاری معرفی و از این برنامه در سرتاسر جهان استفاده شود. هدف از طراحی این برنامه شکل‌گیری ابزارهای متن‌باز برای توسعه‌دهندگان نرم‌افزارها و توزیع‌کنندگان سیستم‌عامل، همچنین ایجاد یک محیط رومیزی چشم‌نواز برای کاربر و نیز یک سرور دارای ویژگی‌های بی‌نظیر هست. اولین نسخه ارائه‌شده از این برنامه نسخه بتا با نام SUSE Linux 10.0 که نسخه تثبیت‌شده این برنامه تحت عنوان openSUSE Leap 15.1 نام‌گرفته‌است. در خصوص پروژه آغاز این برنامه می‌توان به نسخه موسوم به openSUSE Tumbleweed اشاره کرد. برنامه مذکور بر پایه کد توسعه غلتان طراحی‌شده که نام آن کد (کارخانه) است. ازجمله ابزارها و نرم‌افزارهای دیگر مرتبط با این برنامه می‌توان به YaST, Open Build Service, openQA, Snapper, Machinery, Portus and Kiwi. اشاره کرد.
شرکت Novell در تاریخ ۴ نوامبر سال ۲۰۰۳، پس از خرید سیستم‌عامل SuSE Linux AG به مبلغ ۲۱۰ میلیون دلار آمریکا، برنامه openSUSE را طراحی کرد. شرکت The Attachmate Group, برنامه Novell ,split Novell , SUSE را برای شرکت‌های تابع فرعی خود منصوب کرد.
پس‌از آنکه این شرکت در نوامبر سال ۲۰۱۴ با شرکت Micro Focus ادغام شد، برنامه SUSE به واحد بازرگانی خود این شرکت تبدیل شد و شرکای شرکت EQT Partners در تاریخ چهارم ژوئیه سال ۲۰۱۸ برنامه SUSE را به مبلغ ۵/۲ میلیارد دلار خریداری کرد.

## اُپن سوسه
پروژه موسوم به openSUSE Project که تحت حمایت سامانه SUSE است و اجزاء روش ارسال داده‌ها بر مبنای سیستم‌عامل SUSE Linux را طراحی می‌کند. برنامه openSUSE درواقع جایگزین برنامه حرفه‌ای SUSE Linux به‌حساب می‌آید که پروژه openSUSE، یک پورتال وب را برای کاربران مهیا می‌کند. در این پروژه، در اقدامی مشترک برنامه openSUSE در برای حامیان شرکت توسعه داده می‌شود که این اقدام از طریق Open Build Service, openQA نوشتن اسناد، طراحی کارها و تصاویر گرافیکی، برگزاری جلسه‌های مباحثه در مورد فهرست‌های پستی و ایجاد کانال‌هایی جهت برقراری ارتباط با استفاده از پیام و سرانجام سروسامان دادن به سایت openSUSE از طریق رابط کاربری آن موسم به wiki ممکن خواهد شد. برنامه openSUSE نوعی شیوه ارسال داده موسوم به Leap را به وجود می‌آورد، روشی که بر مبنای پایگاه داده‌ای مشترک با(SUSE Linux Enterprise (SLE طراحی‌شده‌است و باعث می‌شود تا روش Leap نسخه‌ای غیرتجاری از سیستم‌عامل محسوب شود.

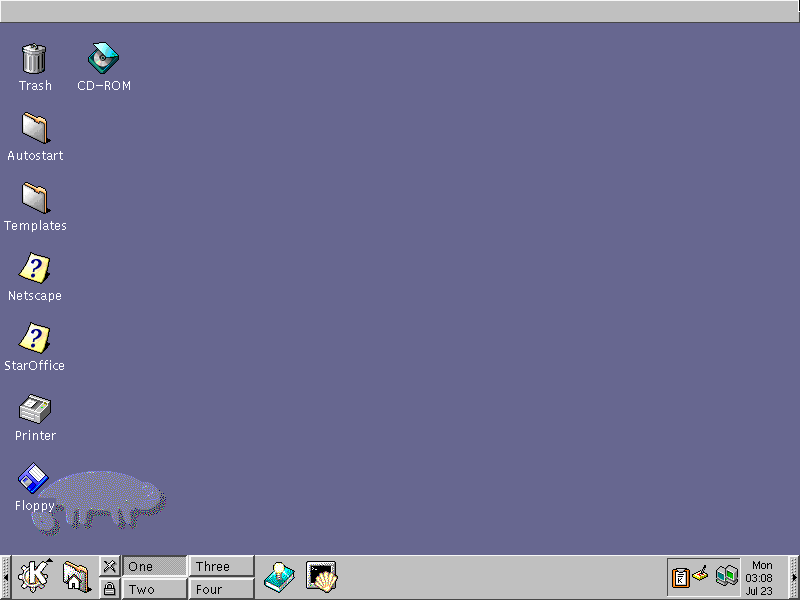
SuSE Linux 7.1، در ۲۴ ژانویه سال ۲۰۰۱ با دسکتاپ قدیمی KDE 1.1.2 منتشر شد.

آن دسته از کاربرانی که خواهان نسخه‌های آزادتر و به‌روزتر نرم‌افزارها هستند، می‌توانند از نسخه موسوم به Tumbleweed بهره ببرند. این کاربران همچنین می‌توانند از Open Build Service نیز استفاده کنند و افزون بر این انعطاف‌پذیری openSUSE این امکان را به کاربر می‌دهد تا بتوانند صفحه‌های web یا رایانه ذخیره کننده پست‌ها را مدیریت کند. برنامه openSUSE همچون اکثر شیوه‌های ارسال داده تحت سیستم‌عامل لینوکس شامل رابطه کاربری گرافیکی (GUI) به‌صورت پیش‌فرض و گزینه موسوم به رابطه خط فرمان(command line interface) می‌شود. کاربرانی که از openSUSE استفاده می‌کنند، ممکن است بخواهند از چندین محیط دسکتاپ همچون GNOME, KDE, Cinnamon, MATE, LXQt, Xfce استفاده کنند.

برنامه openSUSE از چندین بسته نرم‌افزاری در دامنه وسیعی از توسعه منابع باز / نرم‌افزار باز پشتیبانی می‌کند. این سیستم‌عامل با دامنه گستره‌هایی از سخت‌افزارها سازگاری دارد، آن‌هم سخت‌افزارهایی که بر مبنای مجموعه روش‌های گسترده ارسال داده که شامل رایانه‌های تک‌بعدی بر مبنای ARM طراحی‌شده‌است. مثال‌های مرتبط با این سیستم‌عامل شامل موارد زیر می‌شود:

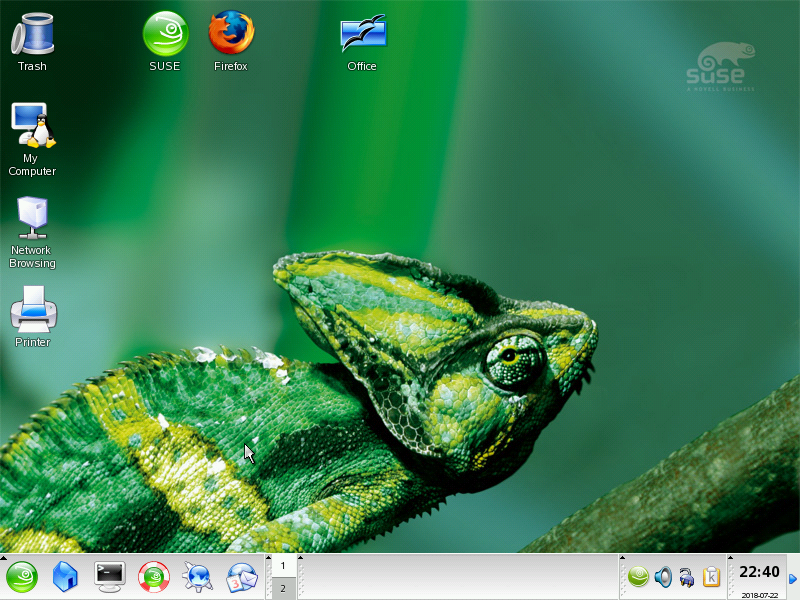
SUSE Linux 10.0 ، منتشر شده در ۶ اکتبر ۲۰۰۵، اولین نسخه از پروژه openSUSE بود.

Raspberry Pi 3 و Pine64 بر مبنای پلتفرم ARMv8 که عنوان aarch64 را نیز با خود یدک می‌کشد، Banana Pi و BeagleBoard بر مبنای روش ارسال داده موسوم به ARMv7 و سرانجام اولین تکرار Raspberry Pi بر مبنای ARMv6 است.

## تاریخچه

### تاریخچه محصول
درگذشته شرکت SUSE Linux تمام تمرکز خود را بر انتشار نسخه‌های موسوم به نسخه شخصی SUSE Linux و نسخه حرفه‌ای SUSE Linux استوار کرده بود. توانایی این شرکت جهت فروش یک محصول متن‌باز به خاطر بهره‌گیری از پروسه توسعه متن بسته میسر شده بود. اگرچه SUSE Linux همواره در قالب یک محصول آزاد نرم‌افزاری تحت مجوز (GNU (GNU GPL تعریف می‌شود. بااین‌حال برنامه مذکور تنها زمانی اجرا می‌شد که بتوان کد منبع سیستم‌عامل منتظر شده در دو ماه بعد پس از خرید سیستم‌عامل، بازیاب کرد. راهبرد SUSE Linux بر مبنای ایجاد یک روش ارسال داده‌ای مبتنی بر Linux همراه با همکاری تعداد گسترده‌ای از مهندسان نرم‌افزاری، استوارشده بود و کاربران نیز می‌توانستند هزینه نرم‌افزار را در فروشگاه‌های خرده‌فروشی نرم‌افزاری پرداخت کنند. از سال ۲۰۰۳ که برنامه Novell و openSUSE معرفی شدند این روند معکوس شد. نخست نسخه ۹٫۲ به بازار آمد و سپس یک DVD ISO image بدون پشتیبانی از SUSE Professional بود جهت بارگذاری روی سایت آمد سرور ftp به کار خود ادامه می‌دهد و از مزیت نصب خطی شکل برنامه‌ها بهره‌مند هست. گزینه‌ای که به کاربر این اجازه را می‌دهد تا تنها بسته‌هایی که نیاز دارد را روی سایت آمد بارگذاری کند. سرور ftp به کار خود ادامه می‌دهد و از مزیت نصب خطی شکل برنامه‌ها بهره می‌گیرد، گزینه‌ای که به کاربر این اجازه را می‌دهد تا تنها بسته‌هایی که نیاز دارد را بارگذاری کند. ISO مزیت بسته نرم‌افزاری با قابلیت نصب راحت را ممکن می‌کند حتی زمانی که کارت شبکه کاربر کار نکند و نیاز به تجربه کمتری باشد.
(به‌عبارت‌دیگر یک کاربر بی‌تجربه Linux ممکن است در مورد نصب یک بسته نرم‌افزاری خاص اطمینان نداشته باشد و ISO نیز چندین مجموعه از پیش انتخاب‌شده نرم‌افزاری را نیز پیشنهاد دهد)
طی انتظار نخستین نسخه پایدار پروژه openSUSE، نسخه SUSE Linux 10.0 قبل از انتشار جزئی این نرم‌افزار، جهت بارگذاری آماده‌شده بود. علاوه بر این انتشار نسخه شخصی Novell نیز به پایان رسید، درنتیجه نسخه حرفه‌ای آن به‌سادگی عنوان ((SUSE Linux)) را با خود به یدک کشید. درنتیجه قیمت این SUSE Linux مشابه نسخه قدیمی و شخصی آن تعیین شد. در سال ۲۰۰۶ همراه با انتشار نسخه ۱۰٫۲، نسخه SUSE Linux با نام openSUSE نام‌گذاری مجدد شد تا زمان انتشار نسخه ۱۳٫۲، نسخه‌های پایدار همراه با روش‌های مجزای تعمیر و نگهداری این نسخه‌ها پیشنهاد شد.
از اواخر سال ۲۰۱۵ برنامه openSUSE در دو نسخه به بازار عرضه شد. نسخه موسوم به Leap که نسخه محافظه‌کارانه مبتنی بر SLE و نسخه معروف به Tumbleweed که درواقع کانون توجه آن یکپارچه‌سازی آخرین بسته‌های پایدار نرم‌افزاری متمرکز بود، در طول سالیان متمادی SuSE Linux از وضعیت توزیع محدود و توأم با تأخیر (شخص کاربر می‌بایستی ۲ ماه انتظار دریافت آن را می‌کشید، آن‌هم بدون در اختیار داشتن نسخه ISO و نصب آن‌هم تنها از طریق FTP ممکن بود)، به وضعیت توزیع آزاد و فوری در بازار رسیده بود. در تاریخ ۲۷ آوریل ۲۰۱۱، شرکت Attachmate خرید برنامه Novell را تکمیل، سپس این برنامه را به دو واحد بازرگانی مستقل تقسیم کرد و بانام‌های Novell و SUSE شرکت مذکور هیچ تغییری در رابطه میان SUSE (که پیش از آن Novell نام داشت) با پروژه openSUSE به وجود نیاورد.
پس از ادغام دو شرکت Attachmate Group با Micro Focus در سال ۲۰۱۴، دوباره بر انتشار openSUSE تأکید شد و شرکای شرکت EQT در تاریخ دوم ژوئیه سال ۲۰۱۸ قصد خود را جهت خرید SUSE اعلام کردند. هیچ تغییری بین رابطه SUSE با openSUSE متصور نیست. از زمان آغاز پروژه openSUSE این سومین باری است که SUSE Linux ادغام می‌شود.

## توزیع
برنامه openSUSE به‌طور کامل جهت بارگذاری آماده‌شده‌است و به‌صورت خرده‌فروشی نیز در بازار دیده می‌شود که این برنامه در نسخه‌های مختلف عرضه‌شده‌است.
- openSUSE Leap: این نسخه ثابت مبتنی بر SUSE Linux Enterprise است و برنامه به‌صورت یک نسخه Live-DVD عرضه می‌شود. (در دو نسخه KDE Plasma یا GNOME) را می‌توان روی هارددیسک و برنامه openSUSE leap را همچنین می‌توان روی FTP بارگذاری و نصب کرد. برنامه openSUSE leap به‌صورت رسمی تنها روی ساختار x86-64 پشتیبانی می‌شود. این نوع پشتیبانی به‌صورت غیررسمی روی ppc64le و aarch64 نیز ارایه می‌شود.
- openSUSE Tumbleweed: موسوم به عرضه غلتان، شیوه‌ای که در آن نسخه‌های جدید و پایدار بسته‌های نرم‌افزاری بی‌درنگ پس از انتشار در دسترس همگان قرار می‌گیرد. این برنامه به‌صورت Live-DVD (در نسخه‌های KDE Plasma, XFCE یا GNOME) روی هارددیسک قابلیت نصب دارد. نسخه‌های اصلی SLE و Leap هر سه تا چهار سال بر مبنای نسخه openSUSE Tumbleweed منتشر می‌شوند. نسخه موسوم به openSUSE Tumbleweed را نیز می‌توان روی FTP بارگذاری و نصب کرد. نسخه Tumbleweed به‌صورت رسمی روی ساختارهای x86-64, x86, ppc64le و aarch64 پشتیبانی می‌شود.
- مرکز تولید openSUSE: پایگاه‌های توسعه غلتان غیر پایدار قبل از سال ۲۰۱۴ این مرکز نوعی مرکز توزیع غلتان ناپایدار و مجزا به‌حساب می‌آمد.
- نسخه خرده‌فروشی openSUSE یا بسته openSUSE: کاربران می‌توانند نسخه آلمانی بسته‌بندی‌شده openSUSE leap را خریداری کنند و این بسته نرم‌افزاری همراه با تعدادی DVD و نیز اسناد مکتوب به بازار عرضه‌شده‌است. از سوی دیگر هیچ نوع نسخه انگلیسی‌زبان رسمی به‌صورت بسته خرده‌فروشی در بازار موجود نیست.

## امکانات

### مرکز کنترل YaST
SUSE شامل یک برنامه نصب و مدیریت موسوم به YaST است، برنامه‌ای که اقدام‌های همچون دیوارک بندی دیسک سخت، راه‌اندازی سامانه، مدیریت بسته RPM، به‌روزرسانی آنلاین، ترکیب‌بندی شبکه و دیوار آتشین، مدیریت کاربر و کارهایی از این قبیل را تحت یک رابط کاربری یکپارچه مدیریت خواهد نمود. به‌تازگی به این برنامه تعداد بیشتری از ماژول‌های YaST نیز اضافه‌شده‌است که ازجمله این ماژول‌ها می‌توان به ماژول مربوط به پشتیبانی از بلوتوث اشاره کرد، برنامه YaSTهمچنین تمامی نرم‌افزارها را کنترل می‌کند. به‌منظور ایجاد تغییرات در تنظیم‌های مانیتور، SaX2 با YaST یکپارچه‌شده‌است. بااین‌حال انتشار openSUSE 11.3 نسخه SaX2 از این برنامه حذف شد.
رابط کاربری GTK نیز هم‌زمان باعرضه Leap 42.1 حذف شد، ولی هنوز رابط‌های کاربری ncurses و Qt در درون برنامه موجود هستند.
- Qt
- ncurses

### AutoYaST
AutoYaST بخشی از برنامه YaST2 به‌حساب می‌آید و از این نسخه برای نصب خودکار استفاده می‌شود. ترکیب‌بندی این برنامه در یک پوشه XML ذخیره‌سازی شده‌است و نصب برنامه بدون مداخله کاربر انجام می‌شود.

### WebYaST
WebYaST درواقع رابط کاربری اینترنتی برنامه YaST بشمار می‌آید. این نسخه قادر است تنظیم و به‌روزرسانی‌های openSUSE را ترکیب‌بندی کند. علاوه بر این، می‌تواند سامانه را خاموش و وضعیت سیستم میزبان را هم ارزیابی کند.

### مدیریت بسته ZYpp
نسخه ZYpp (و یا libzypp) درواقع نوعی موتور مدیریت نرم‌افزاری تحت سیستم‌عامل لینوکس است که از قابلیت مدیریت نرم‌افزاری API نیز بهره‌مند هست. ZYpp درواقع نسخه پشت خط zypper یا همان ابزار مدیریت بسته خط دستوری پیش‌فرض برای openSUSE به‌حساب می‌آید.

### Build Service
در این سامانه، توسعه‌دهندگان، نرم‌افزاری در اختیار دارند که به کمک آن می‌توانند نرم‌افزار خویش را برای Mandriva Ubuntu, Fedora و Debian منتشر کنند. در این سیستم درواقع پروسه بسته‌بندی نرم‌افزارها راحت‌تر می‌شود و درنتیجه توسعه‌دهندگان نرم‌افزار می‌توانند محصول خود را در قالب یک برنامه واحد برای بسیاری از مراکز نرم‌افزاری ارسال کنند و صرفه نظر از این‌که نوع نرم‌افزار چیست، هر کاربر می‌تواند محصول خود را در قالب یک برنامه واحد برای بسیاری از مراکز نرم‌افزاری ارسال کند و اینکه نوع نرم‌افزار چیست، هر کاربر می‌تواند این بسته نرم‌افزاری را به‌راحتی در اختیار بگیرد و این سیستم تحت نظارت GNU GPLv2+ انجام می‌شود.

### استفاده پیش‌فرض از Delta RPM
برنامه Open Build Service به‌طور پیش‌فرض هر زمان که بخواهد یک برنامه نصب‌شده‌ای را به‌روزرسانی کند از Delta RPM استفاده می‌کند. Delta RPM درواقع شامل تفاوت میان نسخه قدیمی با نسخه جدید یک بسته نرم‌افزاری می‌شود که تنها تغییرهای به وجود آمده مابین بسته نرم‌افزاری نصب‌شده با بسته جدید را بارگذاری می‌کند. این کار باعث کاهش مصرف پهنای باند و زمان به‌روزرسانی‌ها خواهد شد. اقدامی که انجام گرفتن آن برای اینترنت‌های کند امری مهم و خاص هست.

### نوآوری در دسکتاپ
KDE
SUSE درواقع در طول سالیان متمادی کمک‌های شایانی به پروژه KDE کرده‌است. مشارکت SUSE در این منطقه بسیار گسترده بوده و بسیاری از بخش‌های KDE ازجمله kdelibs و KDEBase, Kontact و kdenetwork را تحت تأثیر قرارداده است. پروژه‌های قابل‌توجه دیگر شامل موارد زیر می‌شوند: KNetworkManager که نسخه نهایی NetworkManager و Kickoff فهرست جدید دسکتاپ KDE Plasma به‌حساب می‌آیند. از openSUSE Leap نسخه ۴۲٫۱ تا نسخه شماره ۱۵٫۰، دسکتاپ پیش‌فرض Plasma 5 برای openSUSE از منوی برنامه آبشار سنتی به جای منوی پیش فرض برنامه Kickoff مانند بالادست استفاده کرد. تجربه openSUSE Leap KDE بر مبنای نسخه‌های KDE Plasma با پشتیبانی درازمدت شکل‌گرفته‌است، وضعیتی که در آن نسخه openSUSE Leap 42.2 راه‌اندازی می‌شود.
دسکتاپ Plasma 5 با راه‌اندازی نسخه openSUSE Leap 15.1 دوباره به‌صورت پیش‌فرض در فهرست نرم‌افزاری مدل Kickoff قرار می‌گیرد.

### GNOME
گروه Ximian به بخشی از Novell مبدل شد و سپس کمک شایانی را به GNOME کرد، آن‌هم با استفاده از چندین نرم‌افزار همچون F-Spot, Evolution و Banshee در دسکتاپ GNOME به‌جای استفاده از slab از فهرست کلاسیک GNOME بهره گرفته می‌شود.
در نسخه opensue 12.1،slab جایگزین پوسته gnome و طراحی‌های مخصوص به آن شد که با راه‌اندازی نسخه openSUSE 15.0؛gnome به‌عنوان پیش‌فرض مطرح می‌شود.
نسخه‌هایی همچون gnome کلاسیک، gnome درزمینه xorg و gnome sle به‌عنوان گزینه‌های جایگزین مطرح شده‌اند.

## Factory & Tumbleweed
پروژه factory درواقع پایگاه کد توسعه غلتان برای نسخه openSUSE Tumbleweed به‌حساب می‌آید و نسخه factory به‌عنوان نسخه جایگزین برای توسعه‌دهندگان نرم‌افزار openSUSE معرفی می‌شود. به‌طوری همیشگی و پیوسته بسته‌های نرم‌افزاری برای factory موجود است.
بسته‌های دستگاهی به‌طور همیشگی از طریق open Qa به‌طور خودکار آزموده می‌شوند، زمانی که این آزمایش خودکار تکمیل شد، آنگاه پنجره دانلود باز و نسخه openSUSE tumbleweed اجرا خواهد شد. نسخه‌ای که توسط بسیاری از توسعه‌دهندگان و هکرهای فعال در پروژه openSUSE به‌عنوان سیستم‌عامل اصلی مورد قرار می‌گیرد.

## انتشار نرم‌افزار
از سال ۲۰۰۹ تا ۲۰۱۴، هدف از راه‌اندازی پروژه openSUSE انتشار نسخه جدیدی از این برنامه در هر هشت ماه یک‌بار بود و قبل از راه‌اندازی نسخه های Leap از نسخه شماره ۱۱٫۲ و ۱۳٫۲ همراه با به‌روزرسانی‌های ضروری آن‌ها استفاده می‌شد. برنامه‌ای که مدت پشتیبانی از آن به طرز غیرقابل‌انتظاری ۱۸ ماه بود و با شروع به کار نسخه Leap 42.1 (پس از نسخه شماره ۱۳٫۲) هر وقت که یک نرم‌افزار اصلی منتشر می‌شد، مدت‌زمان پشتیبانی از آن حداقل ۳۶ ماه تعیین و آن‌هم تا زمانی که نسخه اصلی دیگر جهت انتظار آماده می‌شد (برای مثال نسخه شماره ۴۲٫۱–۱۵٫۰). انتظار می‌رود که زمان انتشار نسخه‌های اصلی هرساله باشد، آن‌هم‌زمانی که نسخه سرویس پک SUSE Linux Enterpriseنیز منتشر شود و کاربران نیز می‌تواند ظرف ۶ ماه آخرین به‌روزرسانی‌ها را انجام دهند. نسخه Tumbleweed بر یک مبنای غلتان به‌روزرسانی می‌شود و فراتر از زمان نصب عادی به‌روزرسانی‌های کوچ نیاز به هیچ نوع به‌روزرسانی دیگری ندارد.

## Evergreen
هدف از این پروژه حفظ و نگهداری طولانی‌مدت نسخه‌های openSUSE پیش از انقضای مدت‌زمان رسمی آن‌ها بود.

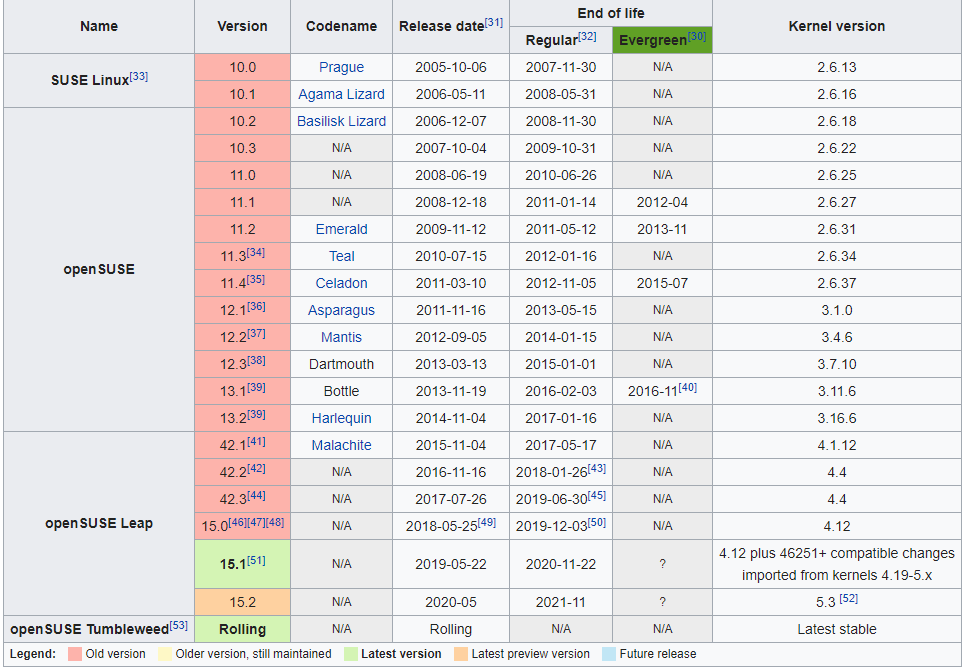

## پذیرش
آقای Jesse Smith از مؤسسه DistroWatch هر هفته نسخه openSUSE Leap 15.0 را بازبینی می‌کرد، اقدامی که باعث سهولت استفاده از این نرم‌افزار توسط کاربران می‌شد؛ که به موجب این امر رسانه‌های جمعی را به علت عدم پشتیبانی آن‌ها و نقص‌های دستگاهی همچون را ه اندازی کند رایانه و خاموش شدن کند آن را مورد انتقاد قرار داد.